# Vláda Franze Thuna

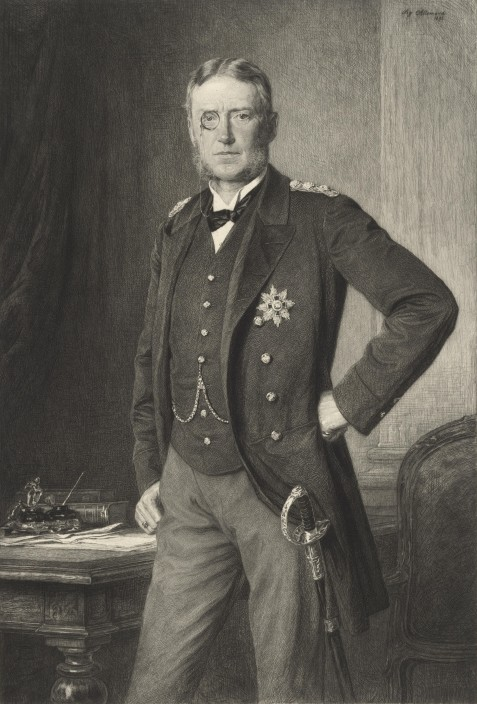
Ministerský předseda Franz Thun-Hohenstein roku 1893

Vláda Franze Thuna byla předlitavská vláda, úřadující od 5. března 1898 do 2. října 1899. Sestavil ji Franz Thun und Hohenstein poté, co se Gautschova vláda pokusila uklidnit neklidnou politickou situaci po vydání jazykových nařízení Badeniho vládou. Gautschova opatření se brzy ukázala být nedostatečná, neboť Německá pokroková strana a Německá lidová strana odmítaly o čemkoli s Thunovou vládou až do odvolání jazykových nařízení jednat, takže znovu svolaná Říšská rada nebyla schopna dosáhnout jakékoli shody. Ve svých pozicích se německé strany ještě více utvrdily v květnu 1899, když společně sestavily Svatodušní program, v němž mimo jiné požadovaly uchování tradičního postavení Němců v Předlitavsku, odmítnutí státoprávních požadavků ostatních národů a odvolání jazykových zákonů. Thunova vláda jistou dobu postupovala podle § 14 prosincové ústavy, jež vládě umožňovala vydávat provizorně nařízení s platností zákona, jelikož však tato nařízení musela být schválena na nejbližším zasedání říšské rady, nebyla tato situace dlouhodobě únosná, a tak 13. září 1899 Thun podal demisi. 2. října jeho kabinet pak vystřídala vláda Manfreda Clary-Aldringena.

## Složení vlády
| Resort                              | Ministr                    | Nástup do funkce | Konec funkce  |
| ----------------------------------- | -------------------------- | ---------------- | ------------- |
| ministerský předseda                | Franz Thun und Hohenstein  | 5. března 1898   | 2. října 1899 |
| ministr zemědělství                 | Michael Kast von Ebelsberg | 5. března 1898   | 2. října 1899 |
| ministr obchodu                     | Josef Baernreither         | 5. března 1898   | 4. října 1898 |
| ministr obchodu                     | Josef von Dipauli          | 4. října 1898    | 23. září 1899 |
| ministr kultu a vyučování           | Artur Bylandt-Rheidt       | 5. března 1898   | 2. října 1899 |
| ministr financí                     | Josef Kaizl                | 5. března 1898   | 2. října 1899 |
| ministr vnitra                      | Franz Thun und Hohenstein  | 5. března 1898   | 2. října 1899 |
| ministr spravedlnosti               | Ignaz von Ruber            | 5. března 1898   | 2. října 1899 |
| ministr zeměbrany                   | Zeno Welsersheimb          | 5. března 1898   | 2. října 1899 |
| ministr železnic                    | Heinrich von Wittek        | 5. března 1898   | 2. října 1899 |
| ministr bez portfeje                | Adam Jędrzejowicz          | 5. března 1898   | 2. října 1899 |
| společní ministři Rakouska-Uherska: |                            |                  |               |
| * ministr zahraničí                 | Agenor Gołuchowski         | 5. března 1898   | 2. října 1899 |
| * ministr války                     | Edmund von Krieghammer     | 5. března 1898   | 2. října 1899 |
| * ministr financí                   | Benjámin Kállay            | 5. března 1898   | 2. října 1899 |